# Episodi di Into the Badlands (prima stagione)
La prima stagione della serie televisiva Into the Badlands, composta da sei episodi, è stata trasmessa in prima visione assoluta negli Stati Uniti d'America da AMC dal 15 novembre al 20 dicembre 2015.
In Italia, la stagione è andata in onda in prima visione satellitare su MTV, canale a pagamento della piattaforma Sky, dal 28 aprile al 2 giugno 2016, mentre in chiaro è stata  trasmessa dal 5 gennaio al 9 febbraio 2017 su Paramount Channel.
| nº | Titolo originale          | Titolo italiano                     | Prima TV USA     | Prima TV Italia |
| -- | ------------------------- | ----------------------------------- | ---------------- | --------------- |
| 1  | The Fort                  | La fortezza                         | 15 novembre 2015 | 28 aprile 2016  |
| 2  | Fist Like a Bullet        | Verso la guerra                     | 22 novembre 2015 | 5 maggio 2016   |
| 3  | White Stork Spreads Wings | La cicogna bianca spiega le sue ali | 29 novembre 2015 | 12 maggio 2016  |
| 4  | Two Tigers Subdue Dragons | Due tigri sottomettono il drago     | 6 dicembre 2015  | 19 maggio 2016  |
| 5  | Snake Creeps Down         | Il serpente striscia in agguato     | 13 dicembre 2015 | 26 maggio 2016  |
| 6  | Hand of Five Poisons      | Crollo totale                       | 20 dicembre 2015 | 2 giugno 2016   |

## La fortezza
- Titolo originale: The Fort
- Diretto da: David Dobkin
- Scritto da: Alfred Gough e Miles Millar

### Trama
Il Reggente Sunny è un combattente altamente qualificato e il più mortale degli "Head Clipper", che servono un unico capo: il barone Quinn. Sunny combatte i Nomadi per salvare un ragazzo misterioso di nome M.K. che nasconde un oscuro segreto del suo passato. Ma quando lo riporta al Forte allo scopo di fare di lui un "Colt" (un Clipper in formazione) inizia un duello con un altro tirocinante. Appena una goccia di sangue viene versata, M.K. perde il controllo di se stesso, come se qualcosa si impossessasse del suo corpo, rendendo il ragazzo prezioso per un altro barone, la Vedova. Nel frattempo, Sunny scopre che M.K. porta un medaglione con la stessa immagine della sua bussola d'infanzia, essa rappresenta un luogo chiamato Azra, dove dice di abitare il ragazzo. Al fine di cercare la verità sul suo passato, Sunny vuole sapere di più di questa città al di là delle Badlands, e deve trovare una via d'uscita, soprattutto ora che la sua amante Veil è illegalmente incinta di suo figlio.
- Ascolti USA: 6.39 milioni